# Carro de boi

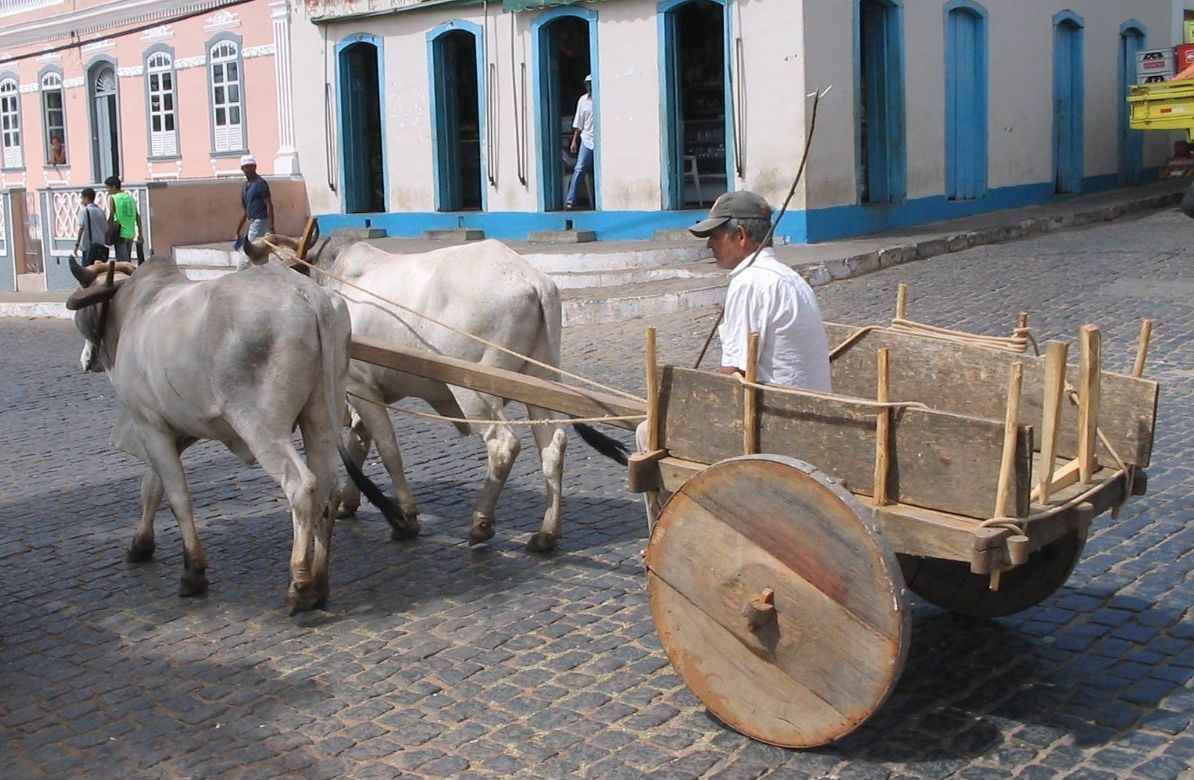
Carro de boi em Caetité, Bahia.

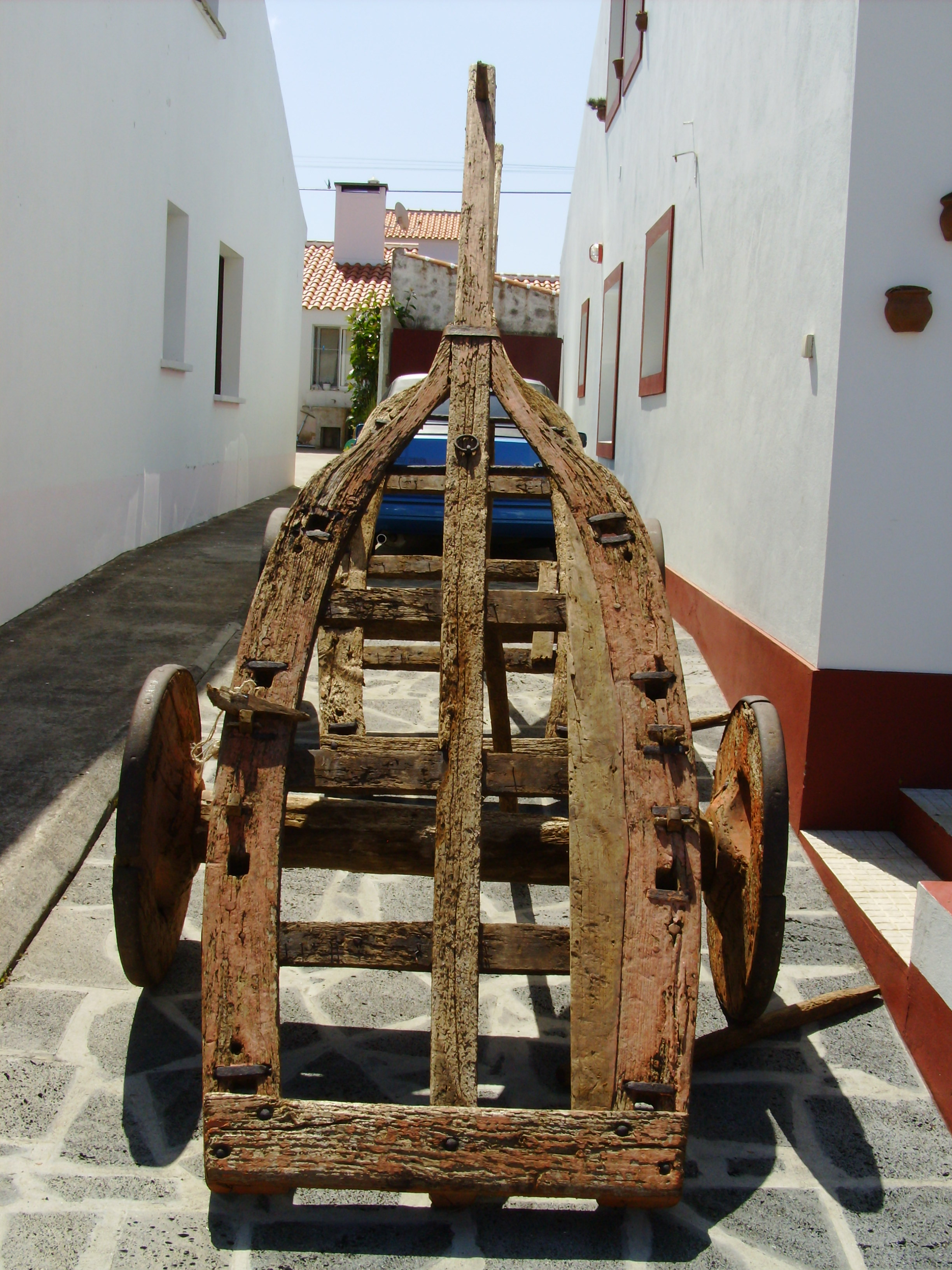
Antigo carro de bois, Ilha de Santa Maria, Açores.

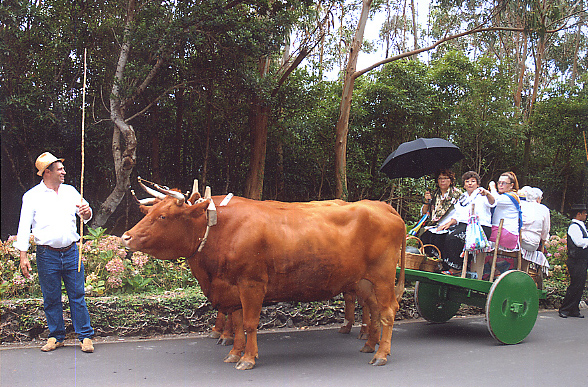
Carro de bois (Bovinos Ramo Grande) com o condutor, ilha Terceira, Açores.

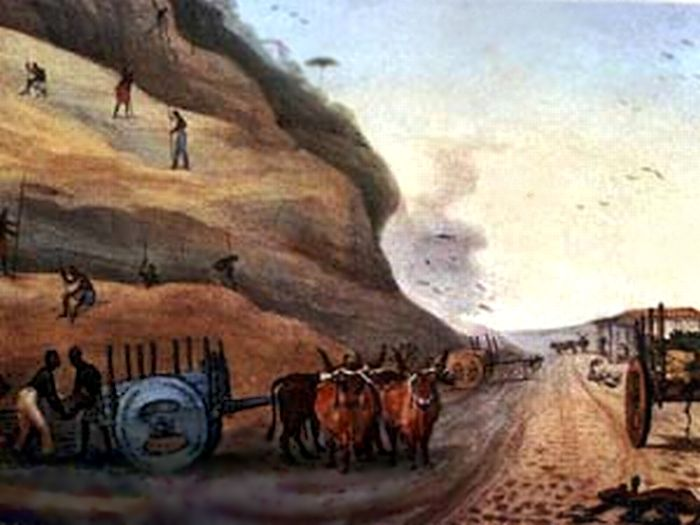
Carros de boi numa pedreira (Debret).

O carro de boi, ou carro de bois, é um dos mais primitivos e simples meios de transporte, ainda em uso nos meios rurais, utilizado para o transporte de cargas (produtos agrícolas) e pessoas.

## Na História
Rio Grande do Sul (1839) – travava-se a Guerra dos Farrapos. Tudo acertado para a invasão de Santa Catarina. Os revolucionários – de um lado Davi Canabarro chefiava as tropas de terra. Do outro, Giuseppe Garibaldi daria cobertura por mar, atacando os portos da província. Um problema, porém, precisava ser solucionado: os dois lanchões da frota revolucionária estavam imobilizados na foz do rio Capivari. Como a Lagoa dos Patos estava interceptada pela esquadra da União, restava a Garibaldi a saída por terra mas, sem os lanchões a tomada da província era impraticável. A solução veio pelas mãos do mestre Joaquim de Abreu, “carpinteiro de ofício e revolucionário por convicção”, preparou dois estrados de vigamento reforçado, aparelhou troncos em formato de eixos e o resultado: dois carretões pesando 12 e 18 toneladas, respectivamente. As 50 juntas de bois atreladas a cada carretão, após seis dias de marcha, transportaram os barcos até o rio Tramandaí. A façanha não bastou para vencer a revolução: a causa farroupilha acabou sendo derrotada, mas constitui um capítulo na história do carro de bois.

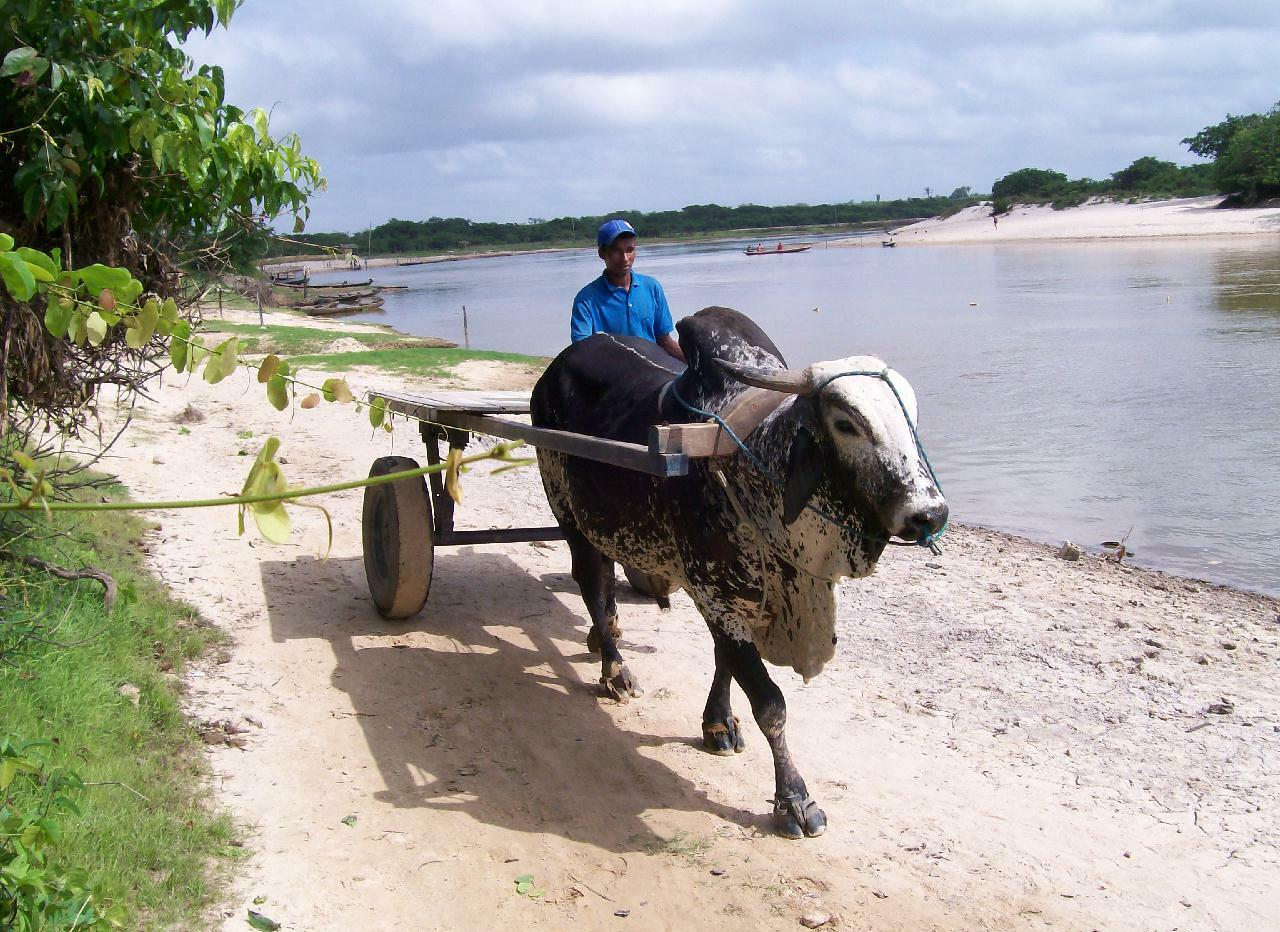
Carro de boi as margens do Rio Pindaré em Alto Alegre do Pindaré, Maranhão Brasil.

“Boeiro” em Portugal, “carreta” nos pampas gaúchos e “cambona” em algumas regiões do interior do Brasil, o carro de boi já era conhecido dos chineses e hindus. Também os egípcios, babilônios, hebreus e fenícios utilizavam o transporte “via bois”. Mais tarde, os europeus, quando se lançaram à colonização da África e da América, fizeram do boi um item indispensável da carga das caravelas.
Tomé de Sousa – primeiro governador-geral do Brasil – trouxe consigo carpinteiros e carreiros práticos e, em 1549, já se ouvia o “cantador” nas ruas da nascente cidade de Salvador. A presença do carro de bois também é mencionada no “Diálogo das Grandezas do Brasil”, de Ambrósio Fernandes Brandão (segundo Capistrano de Abreu, páginas 38 e 64, 1956): “É necessário que tenha (…), 15 ou 20 juntas de bois com seus carros necessários aparelhados (…)”, e mais adiante, “A vaca, sendo boa, é estimada a (…), e o novilho, que serve já para se poder meter em carro, a seis e a sete mil réis (…)”.
Nos primeiros tempos da colonização, além de manter em movimento a indústria açucareira - da roça ao engenho, do engenho às cidades, o carro de bois mobilizava a maior parte do transporte terrestre durante os séculos XVI e XVII. Transportavam materiais de construção para o interior e voltavam para o litoral carregados com pau-brasil e produtos agrícolas produzidos nas lavouras interioranas. No Brasil colonial, além dos fretes, o carro de bois conduzia famílias de um povoado para outro – muitas vezes transformado em “carro-fúnebre” e os carreiros precisavam lubrificar os cocões para evitar a cantoria em hora imprópria.
No início do século XVI, o carro de bois era ainda absoluto no transporte de carga e de gente. No Sul, no Centro, no Nordeste, era indispensável nas fazendas. No Rio Grande do Sul as carretas conduziam para a Argentina e para o Uruguai a produção agrícola. Na Guerra do Paraguai, os carretões transportaram munições, víveres e serviram ainda como ambulâncias.
Em meados do século XVIII, entretanto, com o aparecimento da tropa de burros, o carro de bois perdeu sua primazia. Mais leves e mais rápidos, os muares não exigiam trilhas prévias e terrenos regulares. No final do século, vieram os cavalos para puxar carros, carroças e carruagens, e o carro de bois foi proibido por lei de transitar no centro das cidades, ficando o seu uso restrito ao meio rural.
Os veículos motorizados aceleraram o processo de decadência do carro de bois no Brasil, na Argentina, em Portugal, na Espanha, na Grécia, na Turquia, no Irã, na Indonésia e na Malásia. Contudo, em todos esses lugares, artesãos continuaram a construí-los e a aperfeiçoá-los e, graças a essa gente, o carro de bois persiste na sua marcha pela história.

## No Brasil

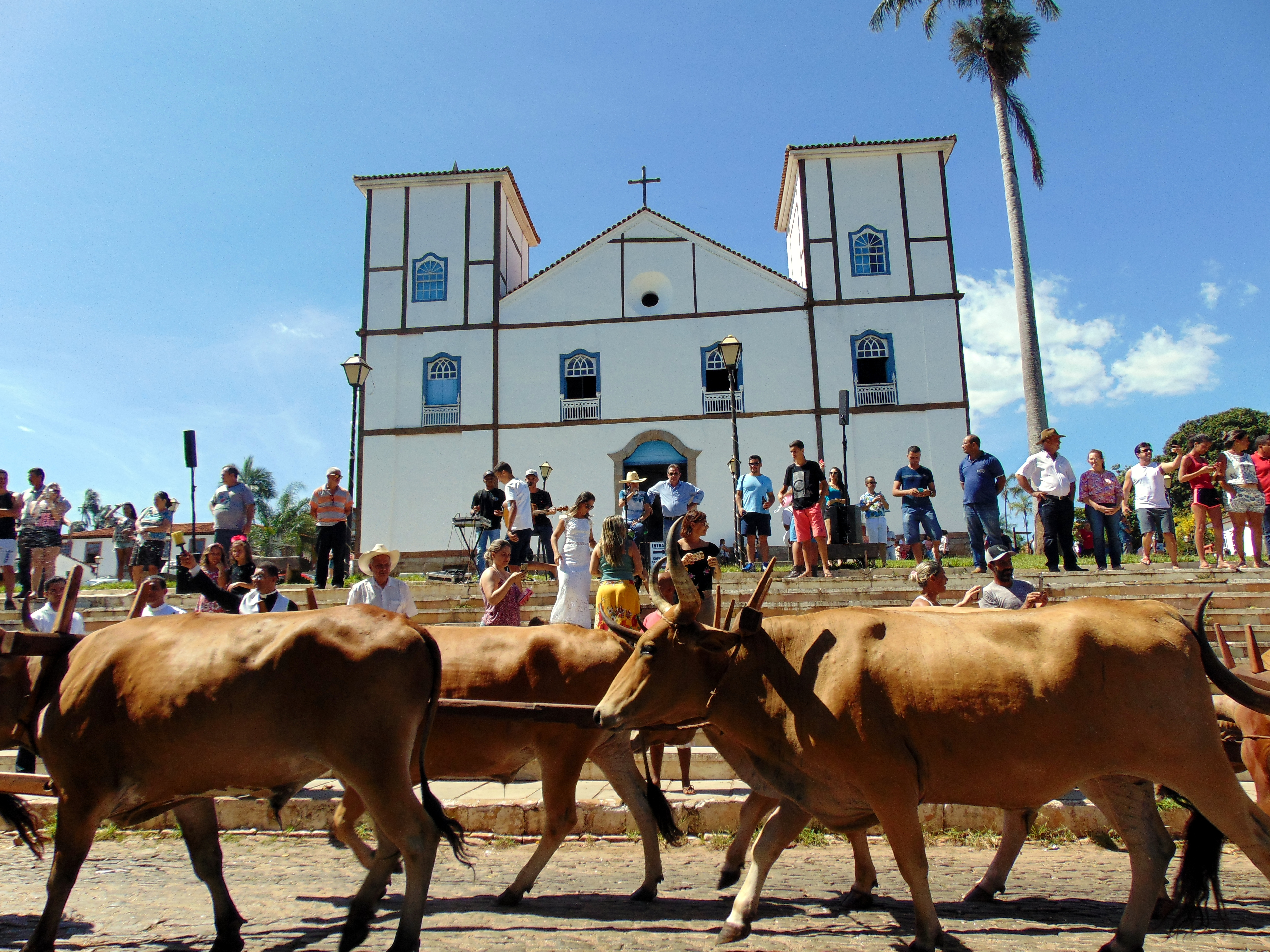
Carro de boi passando em frente a Igreja do Rosário, durante a tradicional Festa de São Sebastião em Pirenópolis.

Introduzido pelos colonizadores portugueses, o carro de boi difundiu-se por todo o país, existindo ainda no meio rural nordestino.
O carro de boi foi um dos principais meios de transporte utilizados para transportar a produção das fazendas para as cidades, mas ainda é utilizado em algumas regiões do país.
Em alguns municípios, como em algumas regiões do interior brasileiro, ainda há fazendeiros que realizam mutirões de carros de bois para transportar suas produções agrícolas e também outros produtos. O som estridente característico do carro de bois, chamado de canto, lamento ou gemido, também faz parte da nossa cultura.
Dotado de uma estrutura que não possui o diferencial, suas rodas travam durante as curvas. Quando em movimento, o autêntico carro de boi emite um som estridente característico - o cantador - que anuncia a sua passagem.

### Partes do carro de boi
Algumas das partes do carro de boi (fonte:Dicionário de Caetitenês, de André Koehne; Museu do carro de boi): E conhecimento popular. 
- canga: peça em que se prende o cabeçalho ou o cambão e que é colocada sobre o pescoço de dois bois, responsável pela transferência de energia mecânica ao cabeçalho.
- canzil: Peças em forma de estacas trabalhadas que atravessam a canga de cima para baixo em quatro pontos, de modo que o pescoço de cada boi fique entre duas dessas estacas;
- arreia: suportes que atravessam transversalmente o cabeçalho, sobre os quais se apoiam as tábuas da mesa;
- cabeçalho: a longa trave que liga o corpo do carro à canga, que se atrela aos bois;
- cantadeira: parte do eixo que fica em contato com a parte inferior do chumaço. O contato entre eles produz o som característico do carro;
- cheda: Prancha lateral do leito do carro de bois, na qual se metem os fueiros;
- cocão: Cada uma das partes fixadas por baixo das chedas, que servem para fixar, duas de cada lado do carro, cada um dos chumaços;
- Chaveia: cada parte lateral, fixado na cheda, fica situada na frente do cocão e segura a parte anterior do chumaço e o eixo.
- Chumaço: Com forma que lembra um H,é a parte que fica presa entre o cocão e a chaveia, feito de jacarandazinho para resistir ao atrito sem pegar fogo, sendo a parte fixa que entra em  contato com o rodante do eixo em baixo da mesa.
- Eixo: Construído de aroeira sucupira ou jacarandá, que são madeiras resistentes e ruim de fogo, liga uma roda a outra sem diferencial.
- fueiro: cada uma das estacas de madeira que servem para prender a carga ao carro;
- mesa: a superfície onde se coloca a carga;
- Recavém, ou requevém, é a parte traseira da mesa.também há lugares que é chamado de cadião.
- tambueiro: Tira de couro cru, curtido e torcido, que serve para prender o cabeçalho ou o cambão à canga;
- brocha: Tira de couro cru, curtido e torcido, que serve para prender um canzil ao outro passando por baixo do pescoço do boi.
- Roda: feita de madeira nobre (Jacarandá), constituí de três pranchas unidas por travas de madeira(cambota)colocadas internamente nas pranchas por furos retangulares, estas fixadas por grampos e chapas de ferro. A circunferência é coberta com chapa de aço fixada à madeira com grampos de aço cuja forma arredondada deixa um rastro característico.
- palmatora: partes laterais do cabeçalho na parte  anterior da mesa do carro de boi.
- Chocalho ou Guizo: Vara com ferrão usado pelo carreiro e pelo candieiro.
- Ajojo: tira de couro que liga as aspas dos bois.

### Festivais de carros de boi
Por seu valor cultural, o carro de bois é homenageado em diversos festivais e encontros, onde se reúnem os últimos usuários e colecionadores desse meio de transporte rústico e simbólico do meio rural brasileiro.
Na região sudeste, em Minas Gerais são conhecidos os festivais de carro de boi de Formiga, Bambuí, Ibertioga, Desterro de Entre Rios, Vazante, Macuco de Minas , São Pedro Da União, Matutina, Caldas, Congonhal, Resende Costa (sobretudo no distrito de Jacarandira), Pará de Minas e Lima Duarte em Goiás na cidade de Portelândia tem uma das mais belas do estado. No estado do Rio de Janeiro, o festival de carros de boi de Raposo, distrito de Itaperuna, é um dos mais famosos.
Em Goiás, na cidade  histórica Pirenópolis, é utilizado no desfile em que os carreiros levam a imagem do santo na tradicional Festa de São Sebastião, festa realizada na cidade desde meados do século XVIII. Na manhã do último dia da novena, o desfile percorre as ruas do centro histórico, passando pelos principais marcos históricos, movimentando o turismo local .

### Na arte
O carro de boi é um elemento referencial, na intervenção feita no Solar do Unhão, atual sede do Museu de Arte Moderna da Bahia, pela arquiteta Lina Bo Bardi: uma escada de madeira, interna, foi toda feita sem o uso de parafusos ou pregos - tal como nos antigos carros.
A música sertaneja, com sua dupla pioneira, Tonico e Tinoco, junto a Anacleto Rosas Jr., compôs a canção "Boi de Carro", onde traçam um paralelo ao boi já velho com o trabalhador que avança na idade.

## Em Portugal
O uso de carros de bois em Portugal é imemorial pois foi durante séculos um meio de transporte usado no transporte de mercadorias mas sobretudo fundamental como alfaia rural para transportes em pequenas distâncias.  
Existiram até meados do século XX vários modelos regionais e locais de carros de bois em Portugal contudo o etnógrafo Fernando Galhano organizou-os em quatro tipos principais:  
- 1.º Tipo – O carro de leito retangular.
- 2.º Tipo – Carro de chedeiro em ogiva com chedas ligadas ao cabeçalho.
- 3.º Tipo – Carro de cabeçalho fendido em grande parte do comprimento e as duas partes abrindo-se formando as chedas.
- 4.º Tipo – De transição, geralmente com marmelas emendadas.

A obra, O Carro de Bois em Portugal, de Fernando Galhano documenta as variantes dos carros de bois, a nomenclatura local associada e a construção dos mesmos.  